# おと姫バス

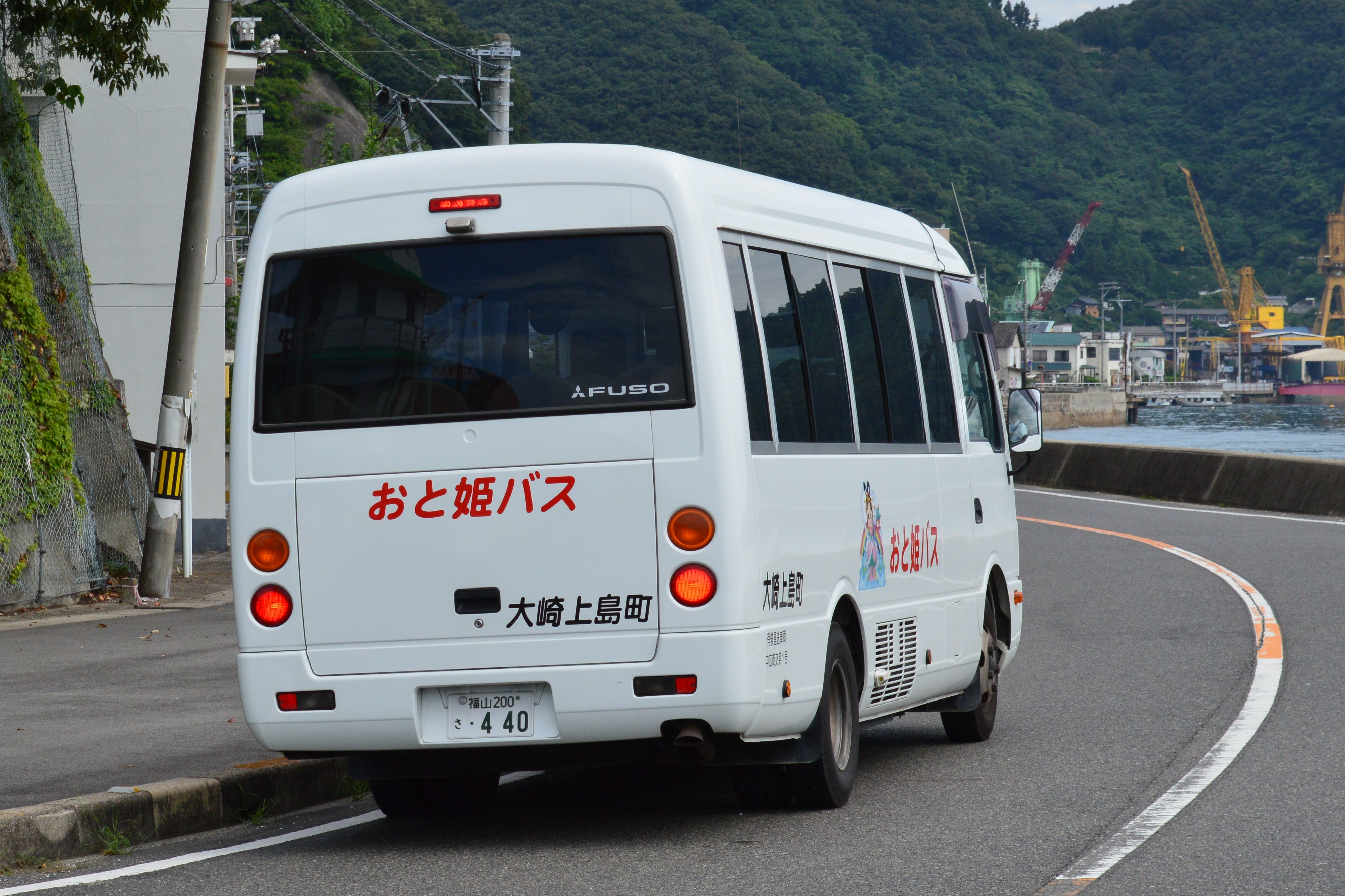
おと姫バス

おと姫バス（おとひめバス）は、広島県豊田郡大崎上島町にて運行しているコミュニティバスである。

## 概要
- おおさきバス（当時）の路線バスが走る町の外周部から外れた交通空白地域住民の移動・外出手段の確保のため、町によるコミュニティバスを運行開始した[1]。
- 運賃は、1回利用大人100円均一、小人（小学生以下）と身障者は50円、大人同伴の未就学児は無料。大西港、明石港、太田、パルディ(現:フレスタ)での乗継の場合も乗継料金は無料のため、一回利用の運賃のみで乗車できる[2]。
- 平日と土日祝とで運行路線が大きく変わる。乗継停留所も平日は太田（さんようバス本社）で、土日祝はパルディ(現:フレスタ)と明石港になる。
- 運行形態は、道路運送法の規定に基づく自家用自動車（白ナンバー車）による有償運送である。
  - 運行管理は、さんようバスに委託している。

## 沿革
- 2005年11月1日 - おと姫バス運行開始[2]。
- 2017年4月1日 - 運賃改定（大人200円→100円、小人、身障者100円→50円）
- 2017年10月1日 - 運行路線路線改正
- 2023年12月16日- デマンド型おと姫バス運行実証実験

## 路線
以下の路線がある。　※2017年10月1日改正時点、（）内は不経由便あり、A／BはAかBの選択経由。
大西港・太田線
- 大西港（ - 長島集会所） - 向山住宅 - パルディ（ - 太田 - パルディ）（ - 山尻集会所） - 沖浦別れ（本郷） - 大崎支所 - 大西港
  - 右回り（上記と同じ順路）の向山経由と左回り（逆順）の本郷経由双方の便がある。太田は平日のみ経由。

大西港・大串線
- 大西港 - 沖浦別れ（本郷）／原田農協 - 西野公民館上 - ふれあいの館（ - 明石港） - 美浜荘 - 瀬井集会所 - 大西港
  - 右回り（上記と同じ順路）の本郷経由（土日祝は原田経由）と左回り（逆順）の瀬井経由双方の便がある。沖浦別れ（本郷）は平日のみ、原田農協及び明石港は土日祝のみ経由。

大西・大串・沖浦線
- 大西港 - 向山住宅 - 太田 - 山尻集会所 - 沖浦別れ（本郷） - 西野公民館上 - ふれあいの館 - 明石港 - 沖浦農協前（ときや） - 明石港 - 美浜荘 - 瀬井集会所 - 大西港
  - 平日のみ運行で、右回り（上記と同じ順路）の沖浦・大串経由と左回り（逆順）の大串・沖浦経由双方の便がある。

太田・天満港線
- 太田 - 長福寺前 - 小原集会所 - 白水フェリー - 垂水フェリー前 - 鮴港 - 外表集会所 - 木江支所 - 天満港 - 木江支所 - 太田
  - 平日のみ運行で、右回り（上記と同じ順路）の小原経由と左回り（逆順）の外表経由双方の便がある。

大西港・明石港線
- 大西港 - 大崎支所 - 沖浦別れ（本郷） - 西野公民館上 - ふれあいの館 - 明石港 - 美浜荘 - 瀬井集会所 - 大西港
  - 土日祝のみの運行で、右回り（上記と同じ順路）の本郷経由と左回り（逆順）の瀬井経由双方の便がある。

明石・太田・外表線
- 明石港 - 清風館入り口 - 天満港 - 木江支所 - パルディ - 商船高専前／小原集会所 - 白水フェリー - 垂水フェリー前 - 鮴港 - 外表集会所 - 木江支所 - 天満港 - 清風館入り口 - 明石港
  - 土日祝のみの運行で、右回り（上記と同じ順路）の小原経由と左回り（逆順）の外表経由双方の便がある。

## デマンド型おと姫バス
2020年12月中旬に3日間垂水フェリー前〜白水港間、また2022年11月17日から12月16日の一ヶ月間、そして2023年12月16日から島内全域を対象とした実証実験としてオンデマンド型のバスが運行されている。現在行われている実証実験は昨年度の実証実験よりも多くの停留所(102箇所)を設置し、より長い期間の実証実験の末、正式にデマンド型おと姫バスとして専用車両による運行を開始した。

### 概要
- 町民からの現存のおと姫バスの「ダイヤ、コースが複雑でわかりにくい」という声から、利用客がダイヤとルートを自由に設定できる公共交通として運行された。
- 完全予約制で島内外のすべての人が利用者登録をすることにより利用可能。パソコンやスマートフォンなどを使い、インターネットからバスを予約することができる。予約は利用開始時間の3日前から30分前まで。キャンセルは直前まで可能。65歳以上は電話での予約も可能。
- 運行時間は午前7時から午後6時まで。
- 運行台数は2台で運行される。(既存の路線おと姫バスと合計すると４台運行)
- 乗降場所は全102箇所。路線おと姫バスの停留所と同島内を運行するさんようバスの停留所に加えて、最寄り停留所が無い広島叡智学園などのよく利用される島内の施設などにも乗降ポイントが設定された。
- この実験は大崎上島町にある中学、高等学校の学生や、免許を持たないお年寄りを主な対象として、島内の移動手段改善を目的に運行された。実際に沢山の学生が利用し、特に雨の日は予約が殺到した。
- 実証実験中は既存の路線おと姫バスも運行されている
- 予約は先着順で、先約の運行経路内であれば乗合で乗車することができる。
- 運賃は100円。現行のおと姫バスとは違い、前払い制となっている。
- 予約システムは富士通のシステムが使用されている。
- 運行経路はシステムのAIが自動で経路と到着時刻を構成し、運転席に設置されたタブレット端末から運転手が確認し運行する。
- 運転手、車両の休憩のため昼間に1台のみの運行となる時間も設定されている

### 実証実験中の課題点
- システムが島を発着するフェリーの時刻を記憶していないため、フェリーと接続が取れないことも発生した。
- 乗降や交通状況により予約した時間に到着できず遅れが生じることもあった。

### 車両
- 車両は白ナンバーの日産・キャラバン（10人乗り）。路線のおと姫バスには設置されている行灯が無く、車両後方の「乗降中」のLED表示板が設置されているのがデマンド専用車両の特徴である。なお実証実験で運行されたバスは、通常路線で使用されている行灯付きのハイエースではなく、「わ」ナンバーのレンタカーのトヨタ・ハイエースにデマンド型おと姫バスのステッカーを貼った状態で運行されている。

## 車両
- 15人乗りの車両2台[2]（トヨタ・ハイエース）（日産・NV350キャラバン）を使用している。屋根に「おと姫」の行灯が装備されている。
- 土日祝は三菱ふそう・ローザが1台使用される。稀に平日にも使用される。

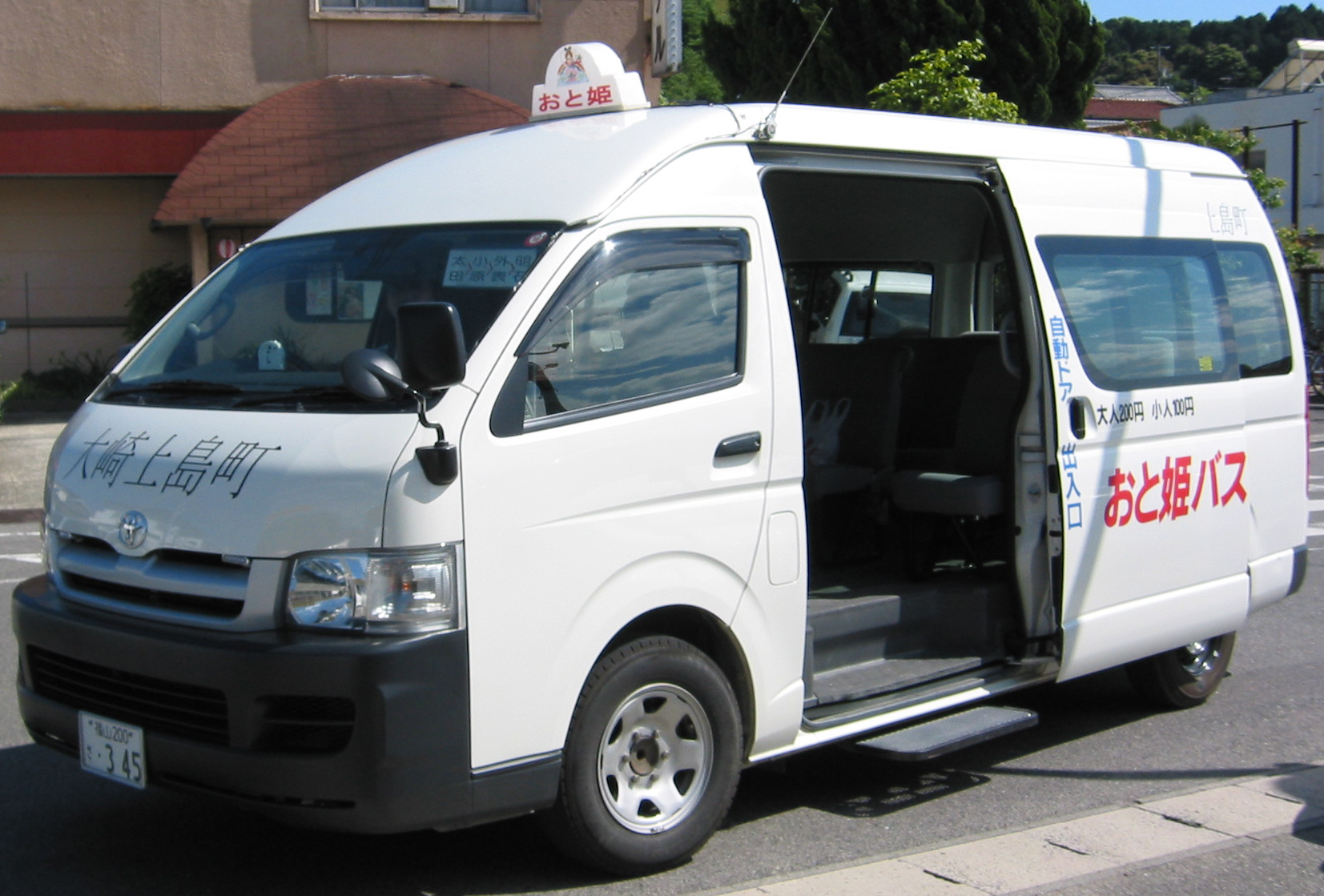
おと姫バスの車両